# Muzej suvremene umjetnosti u Zagrebu
Muzej suvremene umjetnosti je muzej u Zagrebu. Nalazi se na Aveniji Dubrovnik 17. u Novom Zagrebu u zagrebačkom naselju Središću. Građen je prema projektu arhitekta Igora Franića. Kamen temeljac je postavljen 2003., a muzej je otvoren 11. prosinca 2009.

## Povijest
Muzej je utemeljen 21. prosinca 1954. godine osnivanjem Gradske galerije suvremene umetnosti, s ciljem dokumentiranja i promoviranja suvremene umjetnosti. U sklopu prvog muzeja se osim galerije suvremene umjetnosti nalazio Centar za fotografiju, film i televiziju, te knjižnica.
Isprva se nalazio u palači Kulmer na Gornjem gradu. U početku je muzej imao malu zbirku, ali je ubrzo obogaćen novim radovima. Zbog malog prostora muzej nikada nije imao stalni postav.
Odluka o gradnji novog muzeja na adresi Avenija Dubrovnik 17, na križanju Avenije Većeslava Holjevca i Avenije Dubrovnik u Novom Zagrebu donesena je 1998. godine. Na arhitektonskom natječaju izabran je rad arhitekta Igora Franića.
Od 2014. se u Muzeju održava manifestacija Ljeto u MSU.

## Novi muzej
Zgrada Muzeja suvremene umjetnosti ima ukupno 14.609,65 m2, od toga 3.500 m2 za stalni postav, a 1500 m2 za povremene izložbe i tematske i retrospektivne izložbe najznačajnijih autora i pojava na hrvatskoj i međunarodnoj suvremenoj sceni. Želeći redefinirati značenje stalnog postava, istaknuti pomake u interpretaciji i prezentacije muzejske građe i naglasiti osobine suvremene umjetnosti promjenjivost, nestabilnost, nepredvidljivost i kretanje, muzej se odlučio za koncepciju Zbirke u pokretu. Čine ih nekoliko muzejskih cjelina poput “Umjetnost kao život”, “Projekt i sudbina”, “Velika enigma svijeta”, “Umjetnost o umjetnosti”, “Riječi i slike”.
Muzej još ima knjižnicu, multimedijalnu dvoranu, knjižaru, VIP salon, kafić, restoran, pedagošku dvoranu i apartman za posjetitelje i kustose.
Ustanova organizira mnoštvo edukativnih programa – stručna vodstva, likovne radionice, predavanja, okrugli stolovi i sl.
Muzej u fundusu sadrži nekoliko zbirki te preko 12.000 djela domaćih i inozemnih umjetnika, skupljana od osnivanja ustanove 1954. godine sve do danas. Djela su rađena u različitim medijima – slikarstvo, kiparstvo, crtež, grafika, fotografija, video, film, instalacije, internet art, plakati, medijska umjetnost, radovi na papiru i dr. Najvažniji je arhiv fotografija Toše Dapca, zbirka iz ateljea Ivana Kožarića, zbirka Vjenceslava Richtera, Benka Horvata i donacija Silvane Seissel. U novootvorenom postavu je najpoznatiji rad Dvostruki tobogan Carstena Höllera, koji povezuje sve etaže sjevernog krila, svjetleći objekt Umjetnik pri radu Dalibora Martinisa te skulptura Oči pročišćenja koja je na ulaznoj platformi.

## Zanimljivosti
Posebnost je LED zaslon koji pokriva veći dio zapadne strane muzeja. Dug je 90 metara. Na njemu se projicira umjetničke video radove kojima Muzej komunicira s prolaznicima, šetačima, vozačima, a ne samo s muzejskom publikom. Jedan je od najvećih ekrana u ovom dijelu Europe.

## Vanjske poveznice
- Službena web-stranica